# Judy and Mary
Judy and Mary est un groupe japonais de J-pop des années 1990. Il s'est formé en 1992 avec la rencontre du bassiste Yoshihito Onda (恩田 快人) et la vocaliste Yūki Isoya (磯谷 有希), à Hakodate, Hokkaidō. Le batteur Kōta Igarashi (五十嵐 公太) et le guitariste Takuya Asanuma (浅沼 拓也) rejoignirent ensuite le groupe.
Son premier album Be Ambitious est sorti en 1992, avec un clip vidéo, chez un label indépendant. Remarqué par Sony Records, leur premier single avec ce major est Power of Love, en 1993. Leur premier album, J.A.M, sort en 1994. Chaque sortie d'album les fait monter en popularité, jusqu'à devenir un des groupes les plus connus du Japon.
Après avoir sorti six albums, deux best-of et plusieurs singles, le groupe est dissous en 2001.
Yuki fait maintenant carrière en solo, et Takuya joue avec son groupe Robots.
Yoshihito Onda joue depuis 2008 dans le groupe Zamza N'Banshee dans lequel il porte le pseudo BANSHEE ALIOUXCE.
Kohta Igarashi joue également dans ce groupe mais a conservé pour nom: Kohta.

## Discographie

### Albums

#### J・A・M (21janvier1994)
- 1. JUDY IS A T∀NK GIRL
  2. LOVE ME DO
  3. SLAP DASH！
  4. POWER OF LOVE
  5. BLUE TEARS
  6. BABY "Q"
  7. 彼女の大切なもの (kanojo no taisetsuna mono)
  8. LOLITA A-GO-GO
  9. MAKE UP ONE'S MIND
  10. DAYDREAM
  11. あいたくて (aitakute)
  12. GLAMOUR PUNKS

#### ORANGE SUNSHINE (1erdécembre1994)
- 1. POPSTAR
  2. どうしよう (dōshiō))
  3. Hello! Orange Sunshine
  4. RADIO
  5. Cheese "PIZZA"
  6. 小さな頃から
  7. HYPER 90'S CHOCOLATE BOYFRIEND
  8. キケンな2人（kikenna futari, Let's Go! "DAIBUTSU" MIX）
  9. クリスマス (kurisumasu, Christmas)
  10. 自転車
  11. ダイナマイト (dynamite)

#### MIRACLE DIVING (4décembre1995)
- 1. Miracle Night Diving
  2. Over Drive
  3. KYOTO
  4. Little Miss Highway
  5. あなたは生きている (anata ha ikiteiru)
  6. ドキドキ
  7. ステレオ全開 (sutereo zenkai)
  8. Oh! Can Not Angel
  9. プラチナ (purachina)
  10. アネモネの恋 (anemone no koi)
  11. 帰れない2人 (kaerenai futari)

#### THE POWER SOURCE (26mars1997)
- 1. BIRTHDAY SONG
  2. ラブリーベイベー
  3. そばかす
  4. KISSの温度 (kiss no ondo)
  5. Happy？
  6. Pinky loves him
  7. くじら12号
  8. クラシック
  9. 風に吹かれて (kaze ni fukarete)
  10. The Great Escape

#### POP LIFE (24juin1998)
- 1. ドゥビドュバディスコ フューチャリング ウイズ サー・サイコ・セクシー
  2. ミュージックファイター
  3. イロトリドリノ セカイ
  4. 散歩道
  5. BATHROOM
  6. ランチ イン サバンナ
  7. ジーザス！ ジーザス！
  8. ステキなうた
  9. ナチュラルビュウティ '98
  10. 手紙をかくよ
  11. グッバイ
  12. LOVER SOUL

#### WARP (7février2001)
- 1. Rainbow Devils Land
  2. WARP
  3. Brand New Wave Upper Ground
  4. カメレオンルミィ
  5. PEACE
  6. LOLLIPOP
  7. あたしをみつけて
  8. motto
  9. ラッキープール
  10. Sugar cane train
  11. ガールフレンド
  12. ひとつだけ - ver. WARP -

#### FRESH (23mars2000)
- 1. POWER OF LOVE
  2. BLUE TEARS
  3. DAYDREAM
  4. Hello! Orange Sunshine
  5. RADIO
  6. 小さな頃から (chisana koro kara)
  7. 自転車 (jitensha)
  8. Over Drive
  9. KYOTO
  10. ドキドキ (dokidoki)
  11. そばかす (sobakasu, un des génériques originaux de l'anime Kenshin le vagabond)
  12. クラシック (kurashikku, Classic)
  13. くじら12号 (kujira jûnigō)
  14. 散歩道 (sanpomichi)
  15. ミュージックファイター (myûjikkufaitâ, Music fighter)
  16. LOVER SOUL
  17. Brand New Wave Upper Ground

#### 44982 VS 1650 (31mars1999)
Disc 1
1. POWER INTRODUCTION
2. BIRTHDAY SONG
3. ナチュラル ビュウティ’98  (Natural Beauty 98)
4. そばかす  (Sobakasu)
5. BATHROOM
6. ドキドキ  (Doki Doki)
7. 散歩道  (Sampomichi)
8. 手紙をかくよ  (Tegami wo kaku yo)
9. イロトリドリ ノ セカイ  (Irotoridori no Sekai)
10. Little Miss Highway
11. ランチ イン サバンナ  (Lunch In Savannah)
12. 帰れない2人  (Kaerenai Futari)

Disc 2
1. Miracle Night Diving
2. KYOTO
3. ミュージック ファイター  (Music Fighter)
4. ジーザス！ジーザス！  (Jesus ! Jesus !)
5. くじら12号  (Kujira 12-gou)
6. ラブリーベイベー  (Lovely Baby)
7. LOVER SOUL
8. Over Drive

Disc 3
1. ダイナマイト  (Dynamite)
2. JUDY IS A TANK GIRL
3. ステレオ全開  (Stereo Zenkai)
4. ジーザス！ジーザス！  (Jesus ! Jesus !)
5. Miracle Night Diving
6. BIRTHDAY SONG
7. Over Drive
8. Little Miss Highway
9. 帰れない2人  (Kaerenai Futari)
10. ミュージック ファイター  (Music Fighter)
11. Oh！Can Not Angel
12. The Great Escape
13. ラブリーベイベー  (Lovely Baby)
14. どうしよう   (Doushiyou)
15. POPSTAR

### Singles
1. POWER OF LOVE (22 septembre 1993)
2. BLUE TEARS (21 novembre 1993)
3. DAYDREAM (21 avril 1994)
4. Hello! Orange Sunshine (21 août 1994)
5. Cheese "PIZZA" (2 novembre 1994)
6. 小さな頃から (21 janvier 1995)
7. Over Drive (19 juin 1995)
8. ドキドキ (Doki doki)(21 octobre 1995)
9. そばかす (19 février 1996)
10. クラシック (28 octobre 1996)
11. くじら12号 (21 février 1997)
12. ラブリーベイベー (raburîbeibê, lovely baby, 21 mai 1997)
13. LOVER SOUL (21 mai 1997)
14. 散歩道 (15 octobre 1997)
15. ミュージックファイター (1er avril 1998)
16. イロトリドリノ セカイ (irotoridorinosekai, 9 septembre 1998)
17. 手紙をかくよ (tegami wo kaku yo, 11 novembre 1998)
18. Brand New Wave Upper Ground (23 février 2000)
19. ひとつだけ (hitotsu dake, 15 juillet 2000)
20. motto (22 novembre 2000)
21. ラッキープール (rakkîpûru, Lucky pool)